# Richard Walzer
Richard Rudolf Walzer (Berlino, 14 luglio 1900 – Oxford, 16 aprile 1975) è stato un grecista e filologo tedesco. studioso di filosofia greca e araba.

## Biografia
Nato a Berlino, Walzer lasciò la Germania quando Hitler salì al potere e, dal 1933 al 1938, fu professore di filosofia greca all'Università di Roma. Andò a Oxford, dove insegnò filosofia araba, greca ed ebraica. Walzer scoprì molto materiale greco perduto negli scritti filosofici in arabo e contribuì sia alla comprensione del pensiero greco che al suo uso e sviluppo da parte dei pensatori islamici del Medioevo.